# Divizia Națională 1996-1997
La Divizia Națională 1996-1997 è stata la sesta edizione della massima serie del massimo campionato di calcio moldavo disputato tra il 3 agosto 1996 e il 19 giugno 1997 e concluso con la vittoria del Constructorul Chișinău, al suo primo titolo.

## Formula
Come nella stagione precedente le squadre partecipanti furono 16 ma le retrocessioni dirette salirono a 4 per ridurre dalla stagione successiva il numero di squadre a 14. Le giornate complessive disputate furono 30. La quintultima e la sestultima spareggiarono con la terza e quarta classificata della Divizia A per la permanenza in massima serie.
Il FC Tighina cambiò nome in Dinamo Bender mentre lo Sportul Studentesc Chișinău si fuse con l'Universul Truseni e giocò come Unisport-Auto Chișinău.
Il Victoria Cahul è stato esentato dalla disputa degli spareggi in virtùà dell'incidente accaduto all'autobus che portava la squadra in occasione del match contro l'Olimpia Bălți alla nona giornata.
Lo Spumante Cricova è stato escluso dal campionato alla ventunesima giornata in quanto per la seconda volta non si presentava ad un incontro. Si scioglierà ufficialmente al termine della stagione.
Dopo una stagione a 14 squadre, il campionato tornò ad essere disputato da 16 club che disputarono un girone di andata e ritorno per un totale di 30 giornate con le ultime due squadre che retrocedettero in Divizia A mentre la terzultima e la quartultima disputarono in gara unica la permanenza nella massima serie contro la terza e la quarta classificata della seconda serie.
Le squadre partecipanti alle coppe europee furono tre: la squadra campione si qualificò alla UEFA Champions League 1997-1998, la seconda classificata alla Coppa UEFA 1997-1998 mentre la squadra vincitrice della coppa nazionale alla Coppa delle Coppe 1997-1998.

## Squadre
| Squadra                            | Città        | Stadio | Stagione 1995-1996   |
| ---------------------------------- | ------------ | ------ | -------------------- |
| Agro-Goliador Chișinău             | Chișinău     |        | 4°                   |
| Victoria Cahul                     | Cahul        |        | Divizia A            |
| Fotbal Club Unisport-Auto Chișinău | Chișinău     |        | 10°                  |
| Spumante Cricova                   | Cricova      |        | 7°                   |
| Attila Ungheni                     | Ungheni      |        | Divizia A            |
| Olimpia Bălți                      | Bălți        |        | 5°                   |
| MHM 93 Chișinău                    | Chișinău     |        | 8°                   |
| FC Dinamo Bender                   | Tighina      |        | 12°                  |
| Tiligul                            | Tiraspol     |        | 2°                   |
| Zimbru Chișinău                    | Chișinău     |        | Campione di Moldavia |
| Codru Călărași                     | Călărași     |        | 9°                   |
| Nistru Otaci                       | Otaci        |        | 6°                   |
| Ciuhur Ocnița                      | Ocnița       |        | Divizia A            |
| Locomotiva Basarabeasca            | Basarabeasca |        | Divizia A            |
| Constructorul Chișinău             | Chișinău     |        | 3°                   |
| Speranța Nisporeni                 | Nisporeni    |        | 11°                  |

## Classifica finale
|  | Pos. | Squadra                 | Pt | G  | V  | N | P  | GF  | GS  | DR   |
|  | ---- | ----------------------- | -- | -- | -- | - | -- | --- | --- | ---- |
|  | 1.   | Constructorul Chișinău  | 81 | 30 | 26 | 3 | 1  | 82  | 10  | +72  |
|  | 2.   | Zimbru Chișinău         | 70 | 30 | 22 | 4 | 4  | 112 | 21  | +91  |
|  | 3.   | Tiligul                 | 68 | 30 | 20 | 8 | 2  | 73  | 12  | +61  |
|  | 4.   | Nistru Otaci            | 63 | 30 | 19 | 6 | 5  | 58  | 21  | +37  |
|  | 5.   | Olimpia Bălți           | 60 | 30 | 18 | 6 | 6  | 75  | 34  | +41  |
|  | 6.   | Speranța Nisporeni      | 42 | 30 | 11 | 9 | 10 | 34  | 36  | -2   |
|  | 7.   | Dinamo Bender           | 41 | 30 | 12 | 5 | 13 | 42  | 45  | -3   |
|  | 8.   | Locomotiva Basarabeasca | 41 | 30 | 12 | 5 | 13 | 44  | 58  | -14  |
|  | 9.   | Unisport-Auto Chișinău  | 41 | 30 | 12 | 5 | 13 | 40  | 44  | -4   |
|  | 10.  | Codru Călărași          | 40 | 30 | 12 | 4 | 14 | 43  | 48  | -5   |
|  | 11.  | Agro-Goliador Chișinău  | 36 | 30 | 11 | 3 | 16 | 53  | 47  | +6   |
|  | 12.  | Victoria Cahul          | 29 | 30 | 7  | 8 | 15 | 33  | 61  | -28  |
|  | 13.  | MHM 93 Chișinău         | 25 | 30 | 6  | 7 | 17 | 32  | 53  | -21  |
|  | 14.  | Ciuhur Ocnița           | 24 | 30 | 6  | 6 | 18 | 20  | 97  | -77  |
|  | 15.  | Spumante Cricova        | 13 | 30 | 3  | 4 | 23 | 21  | 44  | -23  |
|  | 16.  | Attila Ungheni          | 4  | 30 | 1  | 1 | 28 | 10  | 141 | -131 |

Legenda:

      Campione di Moldavia
      Qualificata alla Coppa UEFA
      Qualificata alla Coppa delle Coppe
      Ammessa allo spareggio
      Retrocessa in Divizia A
Note:

Tre punti a vittoria, uno a pareggio, zero a sconfitta.

### Play-out
Il Victoria Cahul fu esentato dal disputare lo spareggio che fu giocato dal Codru Călărași e dall'Agro-Goliador Chișinău contro la terza e quarta della Divizia A. Il Codru fu sconfitto e retrocedette mentre l'Agro vinse il proprio match 5-2.
| Chișinău 25 giugno 1997 | Agro-Goliador Chișinău | 5 – 2 | Raut Orhei |  |

| Călărași (Moldavia) 25 giugno 1997 | Codru Calarasi | 1 – 2 | Stimold-MIF Chișinău |  |

## Verdetti
- Campione: Constructorul Chișinău, qualificato alla UEFA Champions League 1997-1998
- Qualificato alla Coppa UEFA: Tiligul-Tiras Tiraspol
- Qualificato alla Coppa delle Coppe: Zimbru Chișinău
- Retrocesse in Divizia "A": Attila Ungheni, Spumante Cricova, Ciuhur Ocnița, MHM 93 Chișinău e Codru Calarasi.